# Batalhão de Caçadores N.º 8
O Batalhão de Caçadores N.º 8 é uma unidade do Exército Português.

## História
Tem a sua origem à época da Guerra Peninsular com a constituição da Leal Legião Lusitana, formada a 24 de Junho de 1809 enquanto Regimento de Infantaria Ligeira a 2 Batalhões e integrada no Exército Português.
Em 1811, a 4 de Maio, por Portaria publicada na Ordem do Exército, o 2.º Batalhão da Legião transformou-se em Batalhão de Caçadores, com a desginação de Batalhão de Caçadores de Trancoso.
O Batalhão recrutava na Beira.